# Calilegua
Calilegua ist eine Stadt und Gemeinde im Departamento Ledesma im Südwesten der Provinz Jujuy in Argentinien. Die Stadt befindet sich in etwa 170 km Entfernung zur Provinzhauptstadt Jujuy, mit der sie über die Straße Ruta Nacional 34 verbunden ist. In der Nähe befindet sich der nach der Stadt benannte Nationalpark Calilegua.
Der Ort entstand 1756 durch die Gründung einer jesuitischen Missionsstation namens "Reducción San Ignacio de los Tobas".